# USA:s ambassadör i Island
USA:s ambassadör i Island (engelska: Ambassador of the United States to Iceland, isländska: Sendiherra Bandaríkjanna á Íslandi) är chef för USA:s diplomatiska beskickning i Republiken Island. Beskickningschefens titel var minister fram till hösten 1955, varefter titeln ambassadör togs i bruk.

## Ämbetsinnehavare
Nedanstående lista är en kronologisk förteckning över de som innehaft befattningen:
| Nr | Bild | Namn                                | Period    | Typ av utnämning   |
| -- | ---- | ----------------------------------- | --------- | ------------------ |
| 1  |      | Lincoln McVeagh (minister)          | 1941–1942 | politisk utnämning |
| 2  |      | Leland B. Morris (minister)         | 1942–1944 | karriärdiplomat    |
| 3  |      | Louis G. Dreyfus (minister)         | 1944–1946 | karriärdiplomat    |
| 4  |      | Richard P. Butrick (minister)       | 1948–1949 | karriärdiplomat    |
| 5  |      | Edward B. Lawson (minister)         | 1949–1954 | karriärdiplomat    |
| 6  |      | John J. Muccio (minister 1954–1955) | 1954–1959 | karriärdiplomat    |
| 7  |      | Tyler Thompson                      | 1960–1961 | karriärdiplomat    |
| 8  |      | James K. Penfield                   | 1961–1967 | karriärdiplomat    |
| 9  |      | Karl Rolvaag                        | 1967–1969 | politisk utnämning |
| 10 |      | Luther Replogle                     | 1969–1972 | politisk utnämning |
| 11 |      | Frederick Irving                    | 1972–1976 | karriärdiplomat    |
| 12 |      | James J. Blake                      | 1976–1978 | karriärdiplomat    |
| 13 |      | Richard A. Ericson                  | 1978–1981 | karriärdiplomat    |
| 14 |      | Marshall Brement                    | 1981–1985 | karriärdiplomat    |
| 15 |      | L. Nicholas Ruwe                    | 1985–1989 | politisk utnämning |
| 16 |      | Charles E. Cobb                     | 1989–1992 | politisk utnämning |
| 17 |      | Sig Rogich                          | 1992–1993 | politisk utnämning |
| 18 |      | Parker W. Borg                      | 1993–1996 | karriärdiplomat    |
| 19 |      | Day O. Mount                        | 1996–1999 | karriärdiplomat    |
| 20 |      | Barbara J. Griffiths                | 1999–2002 | karriärdiplomat    |
| 21 |      | James Irvin Gadsden                 | 2002–2005 | karriärdiplomat    |
| 22 |      | Carol van Voorst                    | 2006–2009 | karriärdiplomat    |
| 23 |      | Luis E. Arreaga                     | 2010–2013 | karriärdiplomat    |
| 24 |      | Robert C. Barber                    | 2015–2017 | politisk utnämning |
| 25 |      | Jeffrey Ross Gunter                 | 2019–2021 | politisk utnämning |
| 26 |      | Carrin Patman                       | 2022–     | politisk utnämning |